# Neuropeptid Y
Neuropeptid Y (NPY) je peptidni neurotransmiter koji sadrži 36 aminokiselina. On je nađen u mozgu i autonomnom nervnom sistemu.
NPY utiče na brojne fiziološke procese u mozgu, kao što su regulacija energijskog balansa, memorija i učenje, i epilepsija. NPY izlučuje hipotalamus. Njegov glavni efekat je povećanje unosa hrane i umanjenje fizičke aktivnosti. Pored povišenja unosa hrane, on povišava udeo energije uskladištene kao masnoće i blokira prenos signala bola ka mozgu. NPY takođe utiče na vazokonstriktorne efekte noradrenergičkih neurona.

## Otkriće
Nakon izolacije neuropeptida-Y (NPY) iz svinjskog hipotalamusa 1982, smatralo se da NPY učestvuje u hipotalamusom-posredovanim funkcijama. Njegova uloga je razjašnjena nakon mnogobrojnih studija. Među njima posebni značaj ima rad Alena et al. iz 1983. Jedan od glavnih nalaza te studije, sa naslovom Distribucija neuropeptida Y u mozgu pacova, je da je lokacija NPY aksonskih terminala u paraventrikularnom nukleus (PVN) hipotalamusa. Pokazano je da su najviši nivoi NPY imunoreaktivnosti unutar PVN. Šest godina kasnije (1989), Moris et al. su utvrdili lokaciju NPY nukleusa u mozgu. Rezultati njihove  hibridizacione studije su pokazali da su najviši ćelijski nivoi NPY iRNK u arkuatnom nukleusu (ARC) hipotalamusa.
Has & Džordž su 1987. objavili rezultate istraživanja kojima je pokazano da lokalna NPY injekcija u PVN proizvodi akutno otpuštanje kortikotropin-oslobađajućeg hormona (CRH) u mozgu pacova. Time je dokazano da NPY aktivnost direktno stimuliše CRF oslobađanje i sintezu. Ranija istraživanja su pokazala da CRH učestvuje u stresu i poremećajima ishrane kao što je gojaznost.

## uloga u unosu hrane
U oreksigenim studijama, u kojima su pacovi modelovani organizam, su sprovedena ispitivanja ponašanja uporedo sa imunoanalizom i  hibridizacionim studijama da bi se potvrdilo da NPY aktivnost zaista povišava unos hrane. U tim studijama su egzogeni NPY,  agonist poput deksametazona ili N-acetil  (24-36) uneti injekcijom u treću kumoru ili u nivou hipotalamusa putem kanile.
Ta istraživanja su ubedljivo pokazala da stimulacija NPY aktivnosti putem doziranja određenih NPY agonista povećava unos hrane u odnosu na bazne podatke za pacove. Učinci NPY aktivnosti na unos hrane su takođe pokazani blokadom određenih NPY receptora (Y1 i Y5 receptora), koji, kao što se očekivalo, inhibiraju NPY aktivnost, i tako smanjuju unos hrane. Međutim, 1999 studija Kinga et al. je demonstrirala učinke aktiviranja NPY autoreceptora Y2, za koji je pokazano da inhibira oslobađanje NPY, a time i reguliše unos hrane nakon njegove aktivacije. U tim studijama visoko selektivni Y2 antagonist, BIIE0246 je administriran lokalno u ARC. Podaci radio-imunoanalize, nakon BIIE0246 injekcije, pokazuju značajno povišenje NPY oslobađanja u odnosu na kontrolnu grupu.

## Spoljašnje veze
- Neuropeptide Y на 